# Wilhelm von Boeltzig

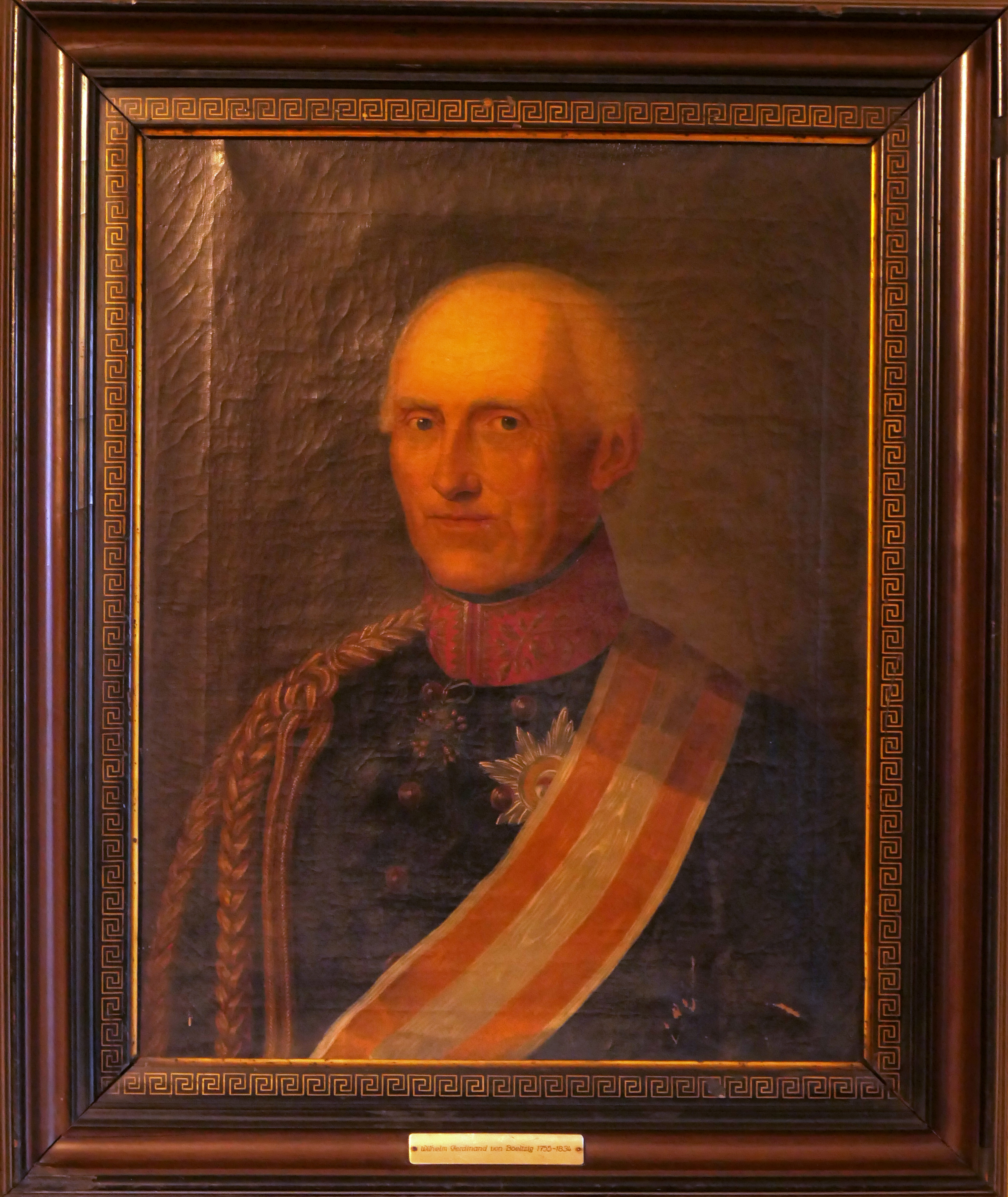
Gemälde von Wilhelm Ferdinand von Boeltzig

Wilhelm Ferdinand von Boeltzig (* 4. März 1755 in Groß Salze; † 30. Juni 1834 in Berlin) war ein preußischer Generalmajor.

## Leben

### Herkunft
Boeltzig stammt aus einem obersächsischen Adelsgeschlecht und war mit Novalis verwandt. Er war der Sohn von Ferdinand von Boeltzig (1712–1793) und dessen Ehefrau Wilhelmine, geborene von Bissing. Sein Vater war Bürgermeister in Groß Salze.

### Militärkarriere
Er wurde 1772 als Estandartenjunker im Leib-Carabiniers-Regiment der Preußischen Armee angestellt. Als Leutnant machte er 1778/79 den Bayerischen Erbfolgekrieg mit und stieg bis Oktober 1790 zum Major auf. Als solcher wurde Boeltzig im gleichen Monat Flügeladjutant von König Friedrich Wilhelm II. und im Jahr darauf auch Mitglied des Oberkriegskollegiums. Auch unter Friedrich Wilhelm III. diente Boeltzig weiterhin als Flügeladjutant, erhielt im Juni 1804 den Orden Pour le Mérite und begleitete den König 1806/07 während des Vierten Koalitionskrieges. Am 18. Juni 1807 noch zum Generalmajor befördert, wurde Boeltzig im Dezember des Folgejahres aufgrund seiner schlechten Gesundheit mit einer Pension 1200 Talern in den Ruhestand versetzt. In Würdigung seiner Verdienste erhielt er am 25. Dezember 1809 den Roten Adlerorden I. Klasse.
Nach seinem Tod wurde er am 3. Juli 1834 in Stolzenhagen beigesetzt.

### Familie
Boeltzig hatte sich 1789 in Schönwalde mit Auguste von Beeren (1771–1800) verheiratet. Aus der Ehe gingen folgende Kinder hervor:
- Wilhelmine (1790–1864) ⚭ 1819 Friedrich Freiherr von der Recke (1774–1842), Herr auf Segefeld
- Karoline (1794–1820) ⚭ Friedrich Heinrich Ludwig von Pfuel, preußischer Generalleutnant
- Henriette (1798–1858) ⚭ Karl von Grünberg († 1850), Herr auf Weßmar und Löbnitz
- Karl (1800–1843), preußischer Rittmeister ⚭ 1827 Josephine Gräfin von Gorcey-Longuyon (1798–1876)